# São Saturnino
São Saturnino es una freguesia portuguesa del concelho de Fronteira, con 41,4 km² de superficie y 278 habitantes (2011). Su densidad de población es de 6,7 hab/km².
Situada en el extremo suroriental del municipio, lindando con los concelhos de Monforte, Estremoz y Sousel, la freguesia se denominó primero Valongo y más tarde Valongo-São Saturnino, hasta que adquirió su denominación actual por Decreto-Ley n.º 27.424, de 31 de dije,bre de 1936. En el breve período en que el concelho de Fronteira estuvo suprimido,entre 1867 y 1868, Fronteira quedó integrada en el de Alter do Chão.